# Adem Zorgane
Adem Zorgane (Sétif, 6 januari 2000) is een Algerijns voetballer die sinds 2025 uitkomt voor Union Sint-Gillis.

## Clubcarrière

### Paradou AC
Zorgane startte zijn seniorencarrière bij Paradou AC. Bij zijn debuut tegen MC Alger op 13 augustus 2018 werd hij de eerste speler geboren in het jaar 2000 die minuten maakte in de Algerian Ligue Professionnelle 1. Onder de Portugese trainer Francisco Chaló eindigde hij achtereenvolgens derde en tiende in de competitie. Het seizoen 2020/21, dat vanwege de coronapandemie uitzonderlijk tot augustus duurde, werkte Zorgane niet af met Paradou, want in juli 2021 versierde hij een transfer naar de Belgische eersteklasser Sporting Charleroi. Zorgan werkte dat seizoen onder de trainers Hakim Malek en Pierrick Le Bert, de passage van Tahar Chérif El-Ouazzani maakte hij niet meer mee.
In het seizoen 2019/20 nam Zorgane met Paradou deel aan de CAF Confederation Cup. Paradou werkte zich in de voorrondes voorbij CI Kamsar, CS Sfaxien en KCCA en eindigde vervolgens derde in een groep met Enyimba FC, FC San Pédro en Hassania Agadir.

### Sporting Charleroi
In juni 2021 tekende hij bij Sporting Charleroi. Ook KRC Genk had de Algerijn op de radar staan. In zijn eerste officiële wedstrijd liet hij meteen van zich spreken: in de competitiewedstrijd tegen OH Leuven opende hij al vroeg de score, wat Charleroi uiteindelijk een 1-1-gelijkspel opleverde. Zorgane groeide in zijn eerste seizoen bij Charleroi meteen uit tot een vaste waarde. In 37 wedstrijden (in alle competities) was hij goed voor twee goals en zes assists.
In juli 2022 ondertekende Zorgane een contractverlenging tot 2027. Ook in het seizoen 2022/23 bleef hij een vaste waarde in het elftal van trainer Edward Still (en later ook interim-trainer Frank Defays). Na zeventien competitiespeeldagen had Zorgane zijn seizoenstotaal van vorig seizoen qua assists al geëvenaard.
Zorgane was gedurende vier seizoenen in 140 matchen bij Charleroi goed voor 10 goals en 25 assists.

### Union Sint-Gillis
Union Sint-Gillis gaf Zorgane eind juni 2025 een contract voor vier seizoenen tot medio 2029. De Belgische landskampioen van 2025 betaalde zo'n 5 miljoen euro aan Sporting Charleroi voor de 25-jarige Algerijnse middenvelder.

## Interlandcarrière
Zorgane maakte op 21 september 2019 zijn interlanddebuut voor Algerije in een African Championship of Nations-kwalificatiewedstrijd tegen Marokko (0-0).
| Interlands van Adem Zorgane | Interlands van Adem Zorgane | Interlands van Adem Zorgane | Interlands van Adem Zorgane | Interlands van Adem Zorgane                       | Interlands van Adem Zorgane | Interlands van Adem Zorgane |
| No.                         | Datum                       | Wedstrijd                   | Uitslag                     | Soort Wedstrijd                                   | Doelpunten                  |                             |
| Als speler bij Paradou AC   | Als speler bij Paradou AC   | Als speler bij Paradou AC   | Als speler bij Paradou AC   | Als speler bij Paradou AC                         | Als speler bij Paradou AC   | Als speler bij Paradou AC   |
| --------------------------- | --------------------------- | --------------------------- | --------------------------- | ------------------------------------------------- | --------------------------- | --------------------------- |
| 1.                          | 21 september 2019           | Algerije – Marokko          | 0 – 0                       | Kwalificatie African Championship of Nations 2020 | -                           |                             |
| 2.                          | 19 oktober 2019             | Marokko – Algerije          | 3 – 0                       | Kwalificatie African Championship of Nations 2020 | -                           |                             |
| 3.                          | 2 september 2021            | Algerije – Djibouti         | 8 – 0                       | Kwalificatie WK 2022                              | -                           |                             |
| 4.                          | 8 oktober 2021              | Algerije – Niger            | 6 – 1                       | Kwalificatie WK 2022                              | -                           |                             |
| 5.                          | 12 oktober 2021             | Niger – Algerije            | 0 – 4                       | Kwalificatie WK 2022                              | -                           |                             |
| 6.                          | 12 november 2021            | Djibouti – Algerije         | 0 – 4                       | Kwalificatie WK 2022                              | -                           |                             |
| 7.                          | 5 januari 2022              | Algerije – Ghana            | 3 – 0                       | Vriendschappelijk                                 | -                           |                             |
| 8.                          | 4 juni 2022                 | Algerije – Oeganda          | 2 – 0                       | Kwalificatie Afrika Cup 2023                      | -                           |                             |
| 9.                          | 8 juni 2022                 | Tanzania – Algerije         | 0 – 2                       | Kwalificatie Afrika Cup 2023                      | -                           |                             |
| 10.                         | 12 juni 2022                | Iran – Algerije             | 1 – 2                       | Vriendschappelijk                                 | -                           |                             |
| 11.                         | 27 september 2022           | Algerije – Nigeria          | 2 – 1                       | Vriendschappelijk                                 | -                           |                             |
| 12.                         | 16 november 2022            | Algerije – Mali             | 1 – 1                       | Vriendschappelijk                                 | -                           |                             |
| Totaal                      | Totaal                      | Totaal                      | Totaal                      | Totaal                                            | -                           |                             |

Bijgewerkt tot 21 december 2022

## Trivia
- Hij is de zoon van ex-voetballer Malik Zorgane.